# Philip Stone
Philip Stone (ur. 14 kwietnia 1924 w Leeds zm. 15 czerwca 2003 w Londynie) – brytyjski aktor filmowy, telewizyjny i teatralny. Znany m.in. z roli Delberta Grady'ego w filmie Lśnienie.

## Życiorys
Stone urodził się w Kirkstall, dzielnicy Leeds, jako najmłodszy z czworga rodzeństwa. Jego ojciec był dyrektorem szkoły średniej.
Obok Joego Turkela jest jedynym aktorem, który wystąpił aż w trzech filmach Stanleya Kubricka. W Mechanicznej pomarańczy zagrał postać ojca Alexa (Malcolm McDowell), głównego bohatera, w Barrym Lyndonie wcielił się w rolę Grahama, prawnika rodziny Lyndonów, z kolei w Lśnieniu – Delberta Grady'ego, dawnego dozorcę hotelu i mordercę swojej rodziny. Kubrick odkrył Stone'a w sztuce teatralnej Davida Storeya The Contractor.
Wystąpił także w takich produkcjach, jak Szczęśliwy człowiek, Hitler – ostatnie 10 dni, Dotknięcie Meduzy, Flash Gordon czy Indiana Jones i Świątynia Zagłady.
Był w związku małżeńskim z Margaret Pickford do jej śmierci w 1984. Zmarł w Ealing, dzielnicy Londynu, w wieku 79 lat.

## Filmografia
- 1964: Obcy spoza Ziemi jako prof. John Lancaster
- 1965: Never Mention Murder jako inspektor
- 1965: Operacja Piorun jako członek WIDMO
- 1965: Life at the Top jako członek komisji kwalifikacyjnej
- 1968: Tylko dla orłów jako operator nadziemnej kolejki
- 1969: Dwaj dżentelmeni we wspólnym mieszkaniu jako Pan Burrows
- 1970: Ułamek strachu jako Sierżant federalny
- 1970: Cała naprzód: Amory? Do dzieła! jako Robinson
- 1970: The Man Who Had Power Over Woman jako ojciec Angeli
- 1971: W poszukiwaniu miłości jako Mason
- 1971: Cała naprzód: Jak sobie pościelesz... jako Pan Bulstrode
- 1971: Mechaniczna pomarańcza jako tata
- 1973: Szczęśliwy człowiek jako Jenkins / Śledczy / Działacz Armii Zbawienia
- 1973: Hitler – ostatnie 10 dni jako gen. Alfred Jodl
- 1975: Barry Lyndon jako Graham
- 1976: Przeklęty rejs jako sekretarz
- 1976: It Shouldn't Happen to a Vet jako Jack
- 1978: Dotknięcie Meduzy jako Dean
- 1978: Władca Pierścieni jako Theoden
- 1980: Lśnienie jako Delbert Grady
- 1980: Flash Gordon jako Zogi, Wyższy Kapłan
- 1981: Zielony lód jako Jochim Kellerman
- 1984: Papież Jan Paweł II jako abp. Eugeniusz Baziak
- 1984: Indiana Jones i Świątynia Zagłady jako kapt. Phillip Blumburtt
- 1985: Shadowlands jako Harry Harrington
- 1993: Dzieciątko z Macon jako biskup